# Francesco Saverio del Carretto
Il marchese Francesco Saverio del Carretto (Barletta, 11 settembre 1777 – Napoli, 21 novembre 1861) è stato un militare e politico italiano, ministro della polizia nel Regno delle Due Sicilie.

## Biografia
Allievo della Scuola militare "Nunziatella" di Napoli, rimase fedele ai Borbone nel periodo napoleonico, e nel 1806 seguì Ferdinando IV in Sicilia. Nel 1808 passò in Spagna dove prese parte alla guerra d'indipendenza contro i francesi (1808-1813).
Dopo la Restaurazione ottenne la nomina a colonnello dell'esercito borbonico e ricevette il comando militare della Provincia di Basilicata. Aderente alla Carboneria, ebbe parte attiva nella rivoluzione del 1820-1821 e fu capo di Stato Maggiore nell'esercito costituzionale guidato da Guglielmo Pepe nella guerra contro gli Austriaci.
Dopo il fallimento dei moti costituzionali Del Carretto abiurò la scelta carbonara, dichiarando di aver aderito alla setta solo per boicottarla, e fu riabilitato dalla commissione d'inchiesta, la cosiddetta Giunta di scrutinio. Diventato reazionario, dopo essersi messo in luce nel biennio 1824-1825 come comandante di colonne mobili nella repressione del brigantaggio nella Calabria Citeriore, nel 1827 fu nominato capo della gendarmeria delle Due Sicilie; in questa veste si distinse nella repressione dei moti del Cilento del 1828 e nella distruzione del villaggio di Bosco (7 luglio 1828).
Luigi Settembrini riassunse così la tragedia di Bosco:
(Luigi Settembrini, Ricordanze della mia vita, Parte prima (1813-1849), Cap. IV)
Ministro della polizia nei governi Avarna (1831) e Serracapriola, essendo riuscito a sostituire nell'incarico il moderato Nicola Intonti, Del Carretto fu il responsabile della repressione di tutti i movimenti insurrezionali nel Regno delle Due Sicilie. Nel 1837 soffocò, con la consueta durezza, dei tumulti scoppiati in Sicilia in seguito a un'epidemia di colera: vennero arrestate 750 persone di cui 123 furono condannate a morte. Potente ministro della polizia (sempre nel 1837 in questa veste avrebbe concesso una sepoltura singola a Giacomo Leopardi derogando alle norme sull'epidemia di colera di Napoli su richiesta di Antonio Ranieri che pure aveva esiliato dal regno nel 1832) e capo della gendarmeria per diciassette anni, fu costretto a fuggire all'estero a causa dei moti del 1848: scacciato anche dalla corte, riuscì a scappare in Francia, per mezzo del vascello Nettuno, il 5 gennaio 1848. Durante il governo costituzionale fu sostituito a capo della polizia dal liberale Carlo Poerio e dopo la rivoluzione da Gaetano Peccheneda, che riprese i suoi metodi. Ritornato a Napoli due anni dopo, Del Carretto si ritirò a vita privata.